# Wills Developmental Road
Die Wills Developmental Road ist eine Fernstraße im Nordwesten des australischen Bundesstaates Queensland. Sie verbindet den Landsborough Highway bei Kynuna mit dem Flinders Highway in Julia Creek, führt dann weiter nach Nordwesten, kreuzt Burke Developmental Road und endet am Savannah Way in Burketown. Die letzten 26 km bis Burketown gehören zum National Highway 1.

## Verlauf

### Kynuna – Julia Creek
Die Wills Developmental Road zweigt wenige Kilometer östlich von Kynuna vom Landsborough Highway nach Norden ab und verläuft entlang des Eastern Creek. Von den 113 km dieses Abschnitts sind nur die letzten 15 km zwischen Longford Plains und Julia Creek asphaltiert. Der Rest ist unbefestigte Piste.

### Julia Creek – Burketown
Julia Creek verlässt die Wills Developmental Road gemeinsam mit dem Flinders Highway nach Westen. 4 km westlich des Stadtzentrums zweigt sie nach Nordwesten ab und überquert verschiedene Nebenflüsse des Flinders River. Beim Burke & Wills Roadhouse kreuzt sie die Burke Developmental Road und setzt ihren Weg nach Nordwesten fort. Nach Überquerung des Alexandra River und des Leichhardt River erreicht sie den Gregory River bei Gregory Downs. Dieser Abschnitt mit 385 km Länge ist asphaltiert. Von Gregory Downs verläuft die Wills Developmental Road als unbefestigte Piste nach Norden bis zur Einmündung der Doomadgee Road, die eine Verbindung nach Westen in das Northern Territory herstellt. Ab dieser Einmündung führt sie als Savannah Way (N1) nach Nordosten bis zum Endpunkt Burketown am Albert River, von wo die Nardoo Burketown Road (N1) nach Südosten weiterführt. Der unbefestigte Abschnitt ist 119 km lang.